# Зулендорф
Зулендорф (нем. Suhlendorf) — община в Германии, в земле Нижняя Саксония.
Входит в состав района Ильцен. Подчиняется управлению Роше. Население составляет 2587 человек (на 31 декабря 2010 года). Занимает площадь 61,04 км².
Коммуна подразделяется на 14 сельских округов.